# Nuklearna elektrana Temelín
Nuklearna elektrana Temelín (češki: Jaderná elektrárna Temelín, kratica JETE) je nuklearna elektrana smještena u blizini malog sela Temelín u Češkoj.

## Povijest
Planiranje gradnje Nuklearne elektrane Temelín je započelo još 1970-tih, a idejni projekt je završen 1985. Sama gradnja 4 nuklearna reaktora je započela 1987., a plan završetka je bio 1991. Šest sela je razoreno u blizini elektrane zbog pristupne ceste.
Nakon Baršunaste revolucije 1990., čehoslovačka vlada je odlučila prekinuti gradnju Nuklearnog reaktora Temelín 3 i Temelín 4, dok su radovi na prva dva nuklearna reaktora nastavljena. Došlo je i do promjena u samom projektu, jer je odlučeno da se sigurnost rada nuklearne elektrane dovede na razinu zapadnih nuklearnih elektrana. Osim promjene informatičkog i kontrolnog sustava, zamijenjena je i jezgra nuklearnog reaktora, te nuklearni gorivni elementi. Zbog povećanih troškova, završetak je pomaknut na 1997. 1994. je održano glasanje i 68% Čeha je odlučilo za nastavak radova na nuklearnim postrojenjima.
1998. Nuklearni reaktori Temelín 1 i Temelín 2 nisu završeni, a troškovi su daleko premašili proračun, pa je češka vlada ponovno razmatrala nastavak gradnje. Temelin se nalazi 50 kilometara od granice s Austrijom. Gradnja postrojenja izazvala je žestoke prosvjede　Austrijanaca, zbog straha da će elektrana ugroziti njihovu životnu sredinu. Dok Česi tvrde da je elektrana 100% sigurna, pokrajinska vlada Gornje Austrije upozorava da je Temelin visokorizična elektrana. Nakon pristupanja Češke Europskoj uniji, pitanje Temelina　postalo je predmet spora s Austrijom. Protestanti su zatvorili 26 graničnih prijelaza između Češke i Austrije. Na kraju su Češka i Austrija potpisale sporazum, kojim su se dogovorile da se utvrdi posebna procedura　ispitivanja utjecaja elektrane na okoliš. Gradnja je ipak nastavljena, s nadom da će se završiti 2000. Ispitivanja javnog mnijenja su pokazala 1999. da je 47% Čeha za, a 53% protiv gradnje nuklearne elektrane. Nuklearni reaktor Temelín 1 je konačno pušten u rad 2000., a Nuklearni reaktor Temelín 2 je pušten u rad 2002.

## Tehnički podatci
Podaci su preuzeti od tvtke CEZ:
|                                        | Temelín 1              | Temelín 2              |
| -------------------------------------- | ---------------------- | ---------------------- |
| Vrsta reaktora                         | VVER 1000 tip V 320 PW | VVER 1000 tip V 320 PW |
| Nominalna snaga                        | 963 MW                 | 963 MW                 |
| Maksimalna snaga                       | 1013 MW                | 1013 MW                |
| Toplinska snaga                        | 3000 MW                | 3000 MW                |
| Kritičnost dosegnuta                   | prosinac 2000.         | prosinac 2002.         |
| Priključak na elektroenergetski sustav | lipanj 2002.           | travanj 2003.          |
| Očekivano zatvaranje                   | 2042.                  | 2043.                  |

### Zaštitna reaktorska posuda
Nuklearni reaktor sadrži 163 nuklearna gorivna elementa. Svaki gorivni element je heksagonalnog oblika, dug oko 4,5 metara i unutra je 312 nuklearnih gorivnih šipki i 61 kontrolna šipka. Svaka nuklearna gorivna šipka ima cilindrične pločice nuklearnog goriva (UO2). Nuklearno gorivo je obogaćeni uranij (prosječno 3,5% uranija-235) i ma ga 92 tone (svaki dan izgori oko 3 kilograma uranija-235. Svake godine se zamijeni četvrtina nuklearnog goriva, tako da puni nuklearni gorivni ciklus traje 4 godine. Zaštitna reaktorska posuda je visoka 11 metara, vanjski promjer je 4,5 metra, a debljina stijenka je 193 milimetra. Tlačni reaktor PWR je konstruiran za tlak 17,6 MPa kod temperature 350 °C. Reaktorska posuda je napravljena od niskougljičnog čelika s dodacima kroma, nikla, molibdena i vanadija. Da bi reaktor proizveo 1 W snage, potrebno je 30 milijardi nuklearnih fisija uranija-235 svake sekunde. 

### Rashladni sustav
Svaki nuklearni reaktor ima 4 kruga rashladnog sustava s običnom vodom, a obujam rashladne vode je 337 m3. Voda se nalazi pod tlakom od 15,7 MPa. Ulazna temperatura vode je oko 290 °C, a izlazna oko 320 °C. Volumni protok vode kroz reaktor je 23,5 m3/s.

### Parogeneratori
Svaki reaktor ima 4 parogeneratora. Na svaku parnu turbinu se dovodi 1 470 tona pregrijane pare na sat. Izlazni tlak pregrijane pare je 6,3 MPa, a temperatura 278,5 °C.

### Rashladni tornjevi
Nuklearne elektrane Temelín ima ukupno 4 rashladna tornja. Visina je 150 metara, a vanjski promjer 130 metara. Vanjska površina rashladnog tornja je 44 000 m2. U rashladnom tornju ispari svake sekunde oko 300 litara vode, tako da se mora stalno nadopunjavati. 

### Zaštitna zgrada
Zaštitna zgrada ili kontejnment je visoka 38 metara, a unutrašnji promjer cilindra je 45 metara. Debljina zidova je 1,2 metra, dok je debljina zaštitne čelične oplate 8 milimetara.

### Parna turbina i električni generator
Pregrijana para iz parogeneratora pokreće parnu turbinu, koja ima jedan visokotlačni dio i 3 niskotlačna dijela. Turbina se okreće s 3 000 okretaja u minuti. Izlazni napon iz električnog generatora je 24 kV. Hlađenje se vrši vodikom i vodom. 

### Pouzdanost
Međunarodna agencija za atomsku energiju je dala podatak da Nuklearni reaktor Temelín 1 ima kumulativni radni faktor od 63%, a Nuklearni reaktor Temelín 2 ima 76%. To je niže nego što pokazuju drugi VVER reaktori u Rusiji, koji imaju kumulativni radni faktor od 80% do 87%.

## Nuklearni reaktori Temelín 3 i Temelín 4
U svibnju 2009., češki premijer Jan Fischer i slovački premijer Robert Fico su objavili gradnju nove Nuklearne elektrane Bohunice V-3. Vrijednost radova se planira da će vrijediti 3,7 milijarde eura. Još nije odlučena vrsta nuklearnog reakora i snaga (između 600 i 1 600 MW), niti je odlučen proizvodač opreme. Planiranje je povezano s gradnjom 2 nova reaktora u Nuklearnoj elektrani Temelín (Češka).
U sklopu Memoranduma o razumijevanju, Westinghouse i Metrostav zajedno će raditi na razvoju i podnošenju Westinghouseovog zahtjeva ČEZ-u za dovršetak nuklearne elektrane Temelin korištenjem AP1000 reaktora (nuklearni reaktori IV. generacije). Memorandum o razumijevanju pokriva ključne aspekte izgradnje i upravljanja projektom. Sporazum je nastavak sličnih memoranduma koje je Westinghouse ranije potpisao s češkim tvrtkama I&C Energo, te neekskluzivnog memoranduma o razumijevanju s tvrtkom Vitkovice a.s.

## Radioaktivni otpad
Novo češko odlagalište radioaktivnog otpada Dukovani je postrojenje pripovršinskog tipa, namijenjeno niskoaktivnom otpadu Nuklearnih elektrana Dukovani i Temelin, kapaciteta od oko 60 000 m3. Sastoji se od 112 betonskih jedinica za odlaganje, složenih u 4 reda. Bitumenizirani ili stlačeni otpad odlaže se u dvjestolitarskim bačvama, među kojima se prazni prostor zapunjava betonskom smjesom. Temeljna i pokrovna betonska ploča sadrže i dodatnu asfaltno-propilensku izolaciju. Prije izgradnje novog postrojenja, u Češkoj su već postojala 3 odlagališta.
Osim prvog odlagališta Hostim, koje se ne koristi još od 1965., a nedavno je i konačno zatvoreno, ostala dva odlagališta i dalje su u pogonu. Odlagalište Richard je adaptirani rudnik, iz kojega se na prijelazu iz 19. u 20. stoljeće dobivao vapnenac, a za vrijeme Drugog svjetskog rata u njemu su zatvorenici proizvodili dijelove za vozila njemačke vojske. Od 1964. tu se odlaže tzv. institucionalni otpad u prostorije izgrađene tijekom rata. Otpad je u stolitarskim paketima zabetoniran u dvjestolitarske bačve. Napunjene prostorije se samo zatvaraju željeznim vratima, te je otpad izložen prirodnom ventiliranju, a mreže odvodnih kanala u pristupnim hodnicima sprječavaju eventualni prodor vode u odlagalište. Neke bačve sadrže značajne količine plutonija i americija, te su pohranjene zasebno.
Odlagalište Bratrstvi je izgrađeno u drugom rudničkom kompleksu, tako da je u jednom rudarskom oknu sazidano 5 jedinica za odlaganje. U Bratrstvi se odlaže niskoradioaktivni otpad, koji sadrži same prirodne radionuklide. Voda iz drenažne mreže oko jedinica za odlaganje skuplja se i zadržava u posebnom spremniku do analize, tako da se može pokazati kako otpad nema nikakvog utjecaja na obližnje toplice Jachymov.